# Hylaeus facilis
Hylaeus facilis là một loài Hymenoptera trong họ Colletidae. Loài này được Smith mô tả khoa học năm 1879.